# Mladotice (okres Plzeň-sever)
Mladotice (dříve Mlaz, německy Mlatz) jsou obec v okrese Plzeň-sever v Plzeňském kraji. Leží devět kilometrů západně od Kralovic. V obci žije 560 obyvatel.
Obec je součástí Mikroregionu Kralovicko. Obec leží v údolí Mladotického potoka.

## Historie
Mladotice jsou poprvé připomínány roku 1115 jako dar knížete Vladislava I. jím založenému benediktinskému klášteru v Kladrubech. Jejich jméno je pravděpodobně odvozeno od starého rodu Mladotova z kmene Čechů. Mladotice v té době existovaly dvoje: Horní a Dolní. Obě nakonec získal cisterciácký klášter v Plasích: roku 1193 dostali plaští řeholníci Dolní Mladotice darem od Kuny z Potvorova a v roce 1205 koupili Horní Mladotice od kladrubských benediktinů. V potvrzení majetku plaského kláštera papežem Inocencem IV. z roku 1250 je nicméně uváděna jen grangie Mladotice. Při výstavbě Mladotického rybníka (pravděpodobně ve 14. století) jižně od dnešní vsi nechali cisterciáci část původních Dolních Mladotic zatopit.
Na počátku 14. století byla v Mladoticích dědičná svobodná rychta, ke které patřily dva lány polí, dvůr a kaple svaté Hedviky. V roce 1405 ji cisterciáci dali svému poddanému Martinovi, synu Přibíka z Černé Hati, náhradou za dlužných 80 kop grošů a učinili jej svobodným. K rychtě v té době navíc patřila třetina pokut a svobodná krčma s právem vařit pivo. Rychtář Martin měl kapli ochraňovat a starat se o ni jako předchozí rychtář.
Roku 1420 zastavil král Zikmund několik vsí z klášterního panství třem šlechticům, kromě jiných i Mladotice. Za husitských válek byla pravděpodobně poškozena kaple, cisterciáci ji později obnovili a zasvětili ji sv. Kateřině. V roce 1475 panošové z Vařin vrátili Mladotice zpět klášteru, k roku 1556 byly jednou z pěti vsí, které byly v majetku kláštera. V 16. století se mladotičtí přiklonili k protestantství a katolická kaple ztratila jejich úctu – kaple fungovala jako stodola a kurník. Opat Adam Wild se proto rozhodl zpochybnit výsady z roku 1405 a dědičnou rychtu rychtáři Brožovi roku 1595 odebral.
Za stavovského povstání roku 1618 ves vyloupilo vojsko generála Mansfelda, 4 statky byly spáleny. Téhož roku se plaský opat Jiří Vašmucius podílel na obraně Plzně, vojsko Mansfelda však prorazilo hradby Plzně a opat byl zajat a odsouzen ke ztrátě hrdla. Jiří Vašmucius se vyplatil penězi vypůjčenými od Jana Tillingera ze Strádáně, kterému opat v roce 1628 na oplátku zastavil mimo další dva pusté selské dvory v Mladoticích.
Za třicetileté války byla kaple svaté Kateřiny pravděpodobně poškozena, ale opět ji cisterciáci opravili. K roku 1651 bylo v Mladoticích 9 statků: Soprovský, Hůlkův, Vávry Nového, Kučerovský, Volfovský, Pekařovský, Bejčkovský, Šaškovský, Jana Pavuzy a Tillingerovský dvůr. Po smrti Jana Tillingera i jeho ženy se zastavený dvůr roku 1653 vrátil do majetku kláštera, který k němu připojil další pozemky a vznikl tzv. panský dvůr. Patřilo k němu 419 strychů polí a luk na 49 vozů sena.
V roce 1698 koupil opat Ondřej Trojer Benešův statek, někdejší rychtu, se zchátralou kaplí sv. Kateřiny a připojil jej k panskému dvoru. V roce 1707 nechal opat Evžen Tyttl pobořenou kapli svaté Kateřiny strhnout a v následující dvou letech postavit barokní kapli Jména Panny Marie podle návrhu J. B. Santiniho-Aichela.
Mladotice zůstaly v majetku kláštera až do jeho zrušení Josefem II. v roce 1785, kdy přešly do správy náboženského fondu. Roku 1826 koupil v dražbě celé plaské panství kancléř Metternich, který jej držel až do zrušení patrimoniální správy. Mladotice se staly samostatnou obcí v politickém a soudním okrese kralovickém. Jejich pozdější rozvoj byl podmíněn výstavbou železniční dráhy z Plzně do Žatce (otevřené 8. srpna 1873) a pozdější lokální dráhou do Rakovníka, otevřenou 9. července 1899 (v úseku Mladotice–Kralovice je doprava od 1. 1. 1997 zastavena a nahrazena autobusy).
Zchátralý starý panský dvůr shořel 24. července 1922, hasilo jej 15 hasičských sborů z okolí. V dubnu 1945 byla ves poškozena při bombardování nádraží americkým letectvem.

## Přírodní poměry
Mladotice sousedí s Chrášťovicemi na severu, s Řemešínem na severovýchodě, s Trojany na východě, s Horním Hradištěm na jihu, s Křečovem na jihozápadě a Strážištěm na západě. Západně od vsi začíná přírodní park Horní Střela, který se rozkládá okolo údolí řeky Střely a dolního toku Manětínského potoka.

## Obyvatelstvo
| Rok            | 1869 | 1880 | 1890 | 1900 | 1910 | 1921 | 1930 | 1950 | 1961 | 1970 | 1980 | 1991 | 2001 | 2011 | 2021 |
| -------------- | ---- | ---- | ---- | ---- | ---- | ---- | ---- | ---- | ---- | ---- | ---- | ---- | ---- | ---- | ---- |
| Počet obyvatel | 750  | 722  | 773  | 768  | 854  | 848  | 881  | 715  | 749  | 696  | 663  | 599  | 565  | 562  | 559  |
| Počet domů     | 76   | 86   | 85   | 97   | 103  | 111  | 145  | 194  | 174  | 172  | 171  | 190  | 203  | 174  | 217  |

## Obecní správa

### Části obce
- Černá Hať
- Chrášťovice
- Mladotice
- Strážiště

### Obecní symboly
Znak a vlajka byly obci uděleny rozhodnutím předsedy Poslanecké sněmovny Parlamentu České republiky dne 10. září 2021.

## Doprava
Vesnicí vede silnice II/201 a železniční trať Plzeň–Žatec, na které se nachází stanice Mladotice.

## Pamětihodnosti
- kaple Jména Panny Marie postavené dle projektu J. B. Santini-Aichela v letech 1708–1710
- sousoší Panny Marie a svaté Anny z roku 1761[8]
- kaple československé církve husitské z roku 1937

## Rodáci
- Bohumír Janský (* 1951), geograf, hydrolog, vysokoškolský pedagog